# Mike Masters
Michael "Mike" Masters, född 26 april 1967 i Leesville i Louisiana, är en amerikansk fotbollsspelare (anfallare) som år 1992 blev den förste amerikanen att göra mål på Wembley Stadium. Colchester United besegrade Witton Albion med 3–1 i FA Trophy-finalen och Masters gjorde Colchesters första mål i matchen. Senare samma år fick han spela sin enda landskamp för USA mot Uruguay. Matchen slutade 0–0.